# Eline Coene
Eline Olga Coene (* 11. April 1964 in Rheden, verheiratete Eline Bruil) ist eine ehemalige niederländische Badmintonspielerin.

## Karriere
Eline Coene gewann 1982 die Swiss Open, ihren ersten Juniorenmeistertitel in den Niederlanden und auch den ersten Titel bei den Erwachsenen in ihrer Heimat. Bei der Badminton-Europameisterschaft 1988 wurde sie Dritte im Dameneinzel und 1990 Zweite im Damendoppel mit Erica van Dijk. Sie gewann international auch die Belgium Open und die Canadian Open. Sie nahm ebenfalls an den Olympischen Spielen 1992 und 1996 teil und verzeichnet als bestes Ergebnis Platz 9 im Jahr 1996 im Doppel mit Erica van den Heuvel. 1997 heiratete sie Chris Bruil.

## Sportliche Erfolge
| Saison    | Veranstaltung                                   | Disziplin   | Platz | Sieger                             |
| --------- | ----------------------------------------------- | ----------- | ----- | ---------------------------------- |
| 1982      | Schweiz: Internationale Meisterschaften         | Dameneinzel | 1     | Eline Coene                        |
| 1982      | Niederlande: Einzelmeisterschaften der Junioren | Dameneinzel | 1     | Eline Coene                        |
| 1982      | Niederlande: Einzelmeisterschaften              | Dameneinzel | 1     | Eline Coene                        |
| 1983      | Schweiz: Internationale Meisterschaften         | Dameneinzel | 1     | Eline Coene                        |
| 1983      | Schweiz: Internationale Meisterschaften         | Damendoppel | 1     | Eline Coene / Jeanette van Driel   |
| 1983      | Niederlande: Einzelmeisterschaften              | Dameneinzel | 1     | Eline Coene                        |
| 1984      | Niederlande: Einzelmeisterschaften              | Damendoppel | 1     | Eline Coene / Erica van Dijk       |
| 1984      | Niederlande: Einzelmeisterschaften              | Dameneinzel | 1     | Eline Coene                        |
| 1984      | Victor Cup                                      | Dameneinzel | 1     | Eline Coene                        |
| 1985      | Niederlande: Einzelmeisterschaften              | Dameneinzel | 1     | Eline Coene                        |
| 1985      | Niederlande: Einzelmeisterschaften              | Damendoppel | 1     | Eline Coene / Erica van Dijk       |
| 1985/1986 | Belgien: Internationale Meisterschaften         | Damendoppel | 1     | Eline Coene / Erica van Dijck      |
| 1987      | Amor International                              | Dameneinzel | 1     | Eline Coene                        |
| 1987      | Amor International                              | Damendoppel | 1     | Eline Coene / Erica van Dijk       |
| 1987      | Niederlande: Einzelmeisterschaften              | Damendoppel | 1     | Eline Coene / Erica van Dijk       |
| 1988      | Amor International                              | Damendoppel | 1     | Eline Coene / Erica van Dijk       |
| 1988      | Kanada: Internationale Meisterschaften          | Damendoppel | 1     | Erica van Dijck / Eline Coene      |
| 1988      | Niederlande: Einzelmeisterschaften              | Dameneinzel | 1     | Eline Coene                        |
| 1988      | Niederlande: Einzelmeisterschaften              | Damendoppel | 1     | Eline Coene / Erica van Dijk       |
| 1988      | Europameisterschaft                             | Dameneinzel | 3     | Eline Coene                        |
| 1989      | Niederlande: Einzelmeisterschaften              | Damendoppel | 1     | Eline Coene / Erica van Dijk       |
| 1989      | Niederlande: Internationale Meisterschaften     | Dameneinzel | 1     | Eline Coene                        |
| 1990      | Europameisterschaft                             | Damendoppel | 2     | Eline Coene / Erica van Dijk       |
| 1991      | Amor International                              | Damendoppel | 1     | Eline Coene / Erica van Dijk       |
| 1991      | Niederlande: Einzelmeisterschaften              | Damendoppel | 1     | Eline Coene / Erica van den Heuvel |
| 1992      | Niederlande: Einzelmeisterschaften              | Damendoppel | 1     | Eline Coene / Erica van den Heuvel |
| 1992      | Niederlande: Einzelmeisterschaften              | Dameneinzel | 1     | Eline Coene                        |
| 1992      | La Chaux-de-Fonds International                 | Damendoppel | 1     | Eline Coene / Erica van den Heuvel |
| 1993      | Niederlande: Einzelmeisterschaften              | Damendoppel | 1     | Eline Coene / Erica van den Heuvel |
| 1994      | Niederlande: Einzelmeisterschaften              | Damendoppel | 1     | Eline Coene / Erica van den Heuvel |
| 1996      | Niederlande: Internationale Meisterschaften     | Damendoppel | 1     | Eline Coene / Erica van den Heuvel |